# Zaokski
Zaokski (en rus: Заокский) és un poble (un possiólok) de l'óblast de Tula, a Rússia, segons el cens del 2021 tenia 6.196 habitants. És la seu administrativa del districte homònim.